# アンドレアス・フェフェーラ
アンドレアス・フェフェーラ（Andreas Vevera、1971年9月24日 - ）は、オーストリアのウィーン出身の男子卓球選手。1988年5月にモーターボートの事故にあって全身を骨折したほか下半身に麻痺が残り、車いすでの生活を余儀なくされ、サッカー選手としての道も断たれた。
その後は卓球を始め、2006年10月には世界ランク1位となり、2008年の北京パラリンピックでは男子シングルスにと団体に出場し、シングルスでは準決勝で韓国の李海昆を破り、決勝でも韓国の趙在寛を破って金メダルを獲得した。団体ではハンス・ルエプと共に出場し、ブラジルに勝利したものの準決勝でフランスに敗れ、銅メダルをかけた3位決定戦でも韓国に敗れた。